# Rhizoecus amorphophalli
Rhizoecus amorphophalli är en insektsart som beskrevs av Johan George Betrem 1940. 
Rhizoecus amorphophalli ingår i släktet Rhizoecus och familjen ullsköldlöss. Inga underarter finns listade i Catalogue of Life.